# هيدروكس
هيدروكس (Hydrox) عبارة عن غاز تنفس يستخدم من أجل الغوص، وهو مزيج مكوّن من غازي الأكسجين والهيدروجين. يستخدم هذا المزيج للغوص إلى أعماق كبيرة في الغوص العميق وذلك إلى عدة مثات من الأمتار.
يجب اتخاذ الحيطة عند استخدام مزيج هيدروكس، لأن مزيج غازي الأكسجين والهيدروجين هو مزيج انفجاري. إن غاز الهيدروجين على الرغم من انخفاض وزنه الجزيئي فإنه يسبب تخدير الأعماق.

## التاريخ
استخدم مزيج هيدروكس للغوص أول مرة من قبل المهندس السويدي أرني زيترشتروم Arne Zetterström وذلك عام 1945. بعد وفاة زيترشتروم أثناء قيامه باستعراض للمزيج الجديد توقف العمل على استخدامه إلى حين قيام الشركة الفرنسية Compagnie maritime d'expertises بإجراء تجارب على هذا المزيج وتطوير تقنيات استخدامه حتى أعماق تصل إلى 700 متر.

## الاستعمال
يستعمل مزيج هيدروكس بدلا من المزائج الحاوية على الهيليوم للتقليل من أثر متلازمة الضغط العالي العصبي.

## اقرأ أيضاً
- نيتروكس
- تريمكس
- هيليوكس
- هيدريليوكس